# Antun Motika
Antun Motika (Pula, 30. prosinca 1902. – Zagreb, 13. veljače 1992.) hrvatski slikar.

## Životopis
Majka Anka (Ana), rođena Blažević, potječe iz Škrljeva ponad Bakra iz obitelji pomoraca, a otac Antun iz Motiki pored Orbanići iz obitelji poljoprivrednika. Motikini su imali četvero djece. Djetinjstvo je proveo u Puli, škole pohađa u Puli, Žminju, Pazinu i na Sušaku, maturira 1921. U adolescentskom razdoblju ima potporu slovenskog umjetnika i muzikologa Saše Šantela, profesora u Pazinu i na Sušaku, koji potiče Motikinu likovnu darovitost i sklonost propitivanju raznih umjetničkih disciplina. Studirao je kiparstvo na zagrebačkoj Kraljevskoj akademiji za umjetnost i obrt (R. Valdec), kasnije prelazi na slikarstvo (M. Vanka, V. Becić, Lj. Babić) i 1926. diplomira. Dva poslijediplomska semestra pohađa u klasi Lj. Babića (1926. – 1927.). Godine 1929. – 1931. crta karikature za zagrebački satirički list „Koprive“ (jednom se potpisuje Lopata). Godine 1929. – 1940. živi i radi u Mostaru kao profesor crtanja. Stipendijski boravci 1930. i 1935. u Parizu. Prve samostalne izložbe priređuje u Zagrebu 1933. i 1935., uz naklonost likovne kritike. Godine 1940. premješten je u Zagreb, gdje do umirovljenja 1961. radi na Školi primijenjene umjetnosti. 
Dolaskom u Zagreb sustavno radi na atelijerskim istraživanjima (dekalkomanije, kolaži, fotografije, dimnice, frotaži, radovi na celofanu i staklu, proučavanje lumino-kinetičkih efekata, primjena organskih materijala). Samostalno izlaže u salonu Urlich 1940., a 1942. skupno na Venecijanskom bijenalu). Godine 1952. u Zagrebu izlaže ciklus crteža pod nazivom „Arhajski nadrealizam“. Izložba postaje povod jednoj od ključnih teorijskih i ideoloških rasprava u hrvatskoj likovnoj kritici. Iste godine drugi put izlaže na Venecijanskom bijenalu. U svojim brojnim „skicama za keramiku“ i „gvaš-kolažima“ Motika iskazuje oblik autonomne umjetničke prakse kojom stvara preduvjete za novu oblikovnu sintaksu, koja će 1950-tih i 1960-tih doći podjednako do izražaja u njegovim crtežima, projektima i eksperimentima, slikama i skulpturama. Tih godina radi nekoliko ilustracija za knjige, kroz koje predočuje svoje doživljaje glazbe te realizira vlastitu varijantu vizualne poezije. Samostalno izlaže 1953., 1955., 1957., 1962., 1963., 1968., 1974. – 1975. (retrospektiva), 1985., 1987., 1991., a prisutan je na svim važnijim skupnim strukovnim i tematskim izložbama koje su se priređivale unutar hrvatskog (jugoslavenskog) kulturnog prostora i u inozemstvu. Početkom 1960-ih radi na staklenim skulpturama, u kojima ujedinjuje vještinu modeliranja volumena i opsesiju „čistog“ svjetla, njegova loma i lumino-kinetičkih učinaka. Njegove izvedbe u staklu, počevši od stvaralačke intuicije (na tisuće skica) do srastanja s tradicijom muranskog puhanog stakla, predstavljaju umjetničke predmete izvanredne konstruktivne logike i izražajnosti. Od 1982. Motika se izražajnije povlači u osobni svijet, gdje rjeđe slika, sve više eksperimentira, crta, radi na imaginarnim projektima, a izlagačke aktivnosti smanjuje. Između brojnih crteža izdvajaju se slikarske intervencije na propagandnim materijalima „Plive“, kao i groteskne stilizacije crteža, koje prenosi u serije brončanih medalja i plaketa. 

## Nagrade
Antun Motika dobitnik je više strukovnih i državnih nagrada, a od 1975. postaje dopisnim članom JAZU-a. U Istri je samostalno i skupno izlagao u više navrata, a godine 1983., o 80. godišnjici života, u Puli je održan simpozij uz izložbu crteža i skica. O Antunu Motiki snimljena su tri dokumentarna filma (autor Borislav Benažić), bibliografija mu je opsežna, izložbe su popraćene prigodnim publikacijama. Godine 2002. u Klovićevim dvorima priređena je retrospektiva i katalog (autor Darko Glavan).

## Vanjske poveznice
- Istrianet.org dodano 30. svibnja 2010.
- Članak u Nacionalu  Arhivirana inačica izvorne stranice od 16. travnja 2009. (Wayback Machine) dodano 30. svibnja 2010.
- Antun Motikama na stranicama MSU Zagreb